# Charles-Guillaume Étienne

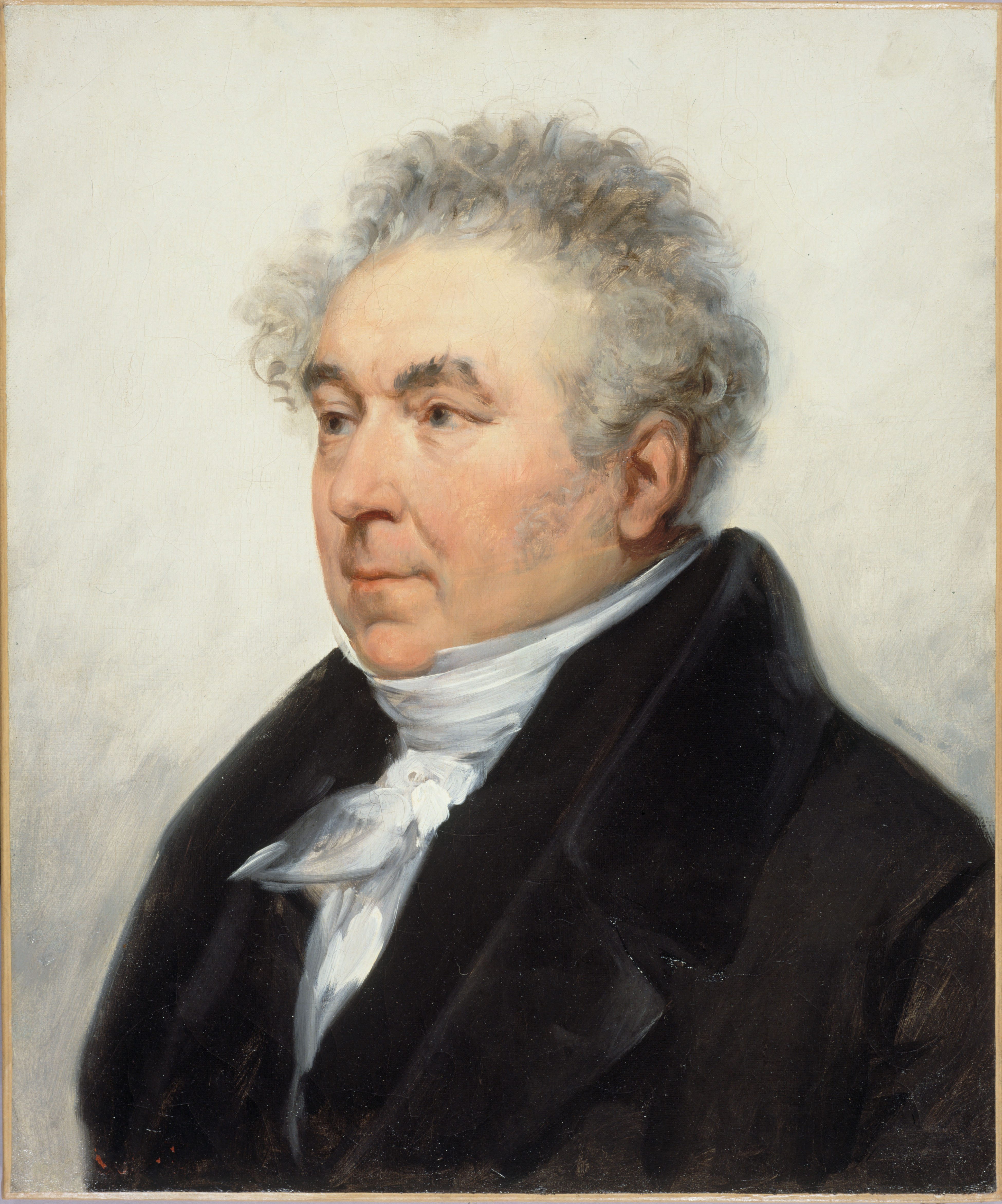
Charles-Guillaume Étienne

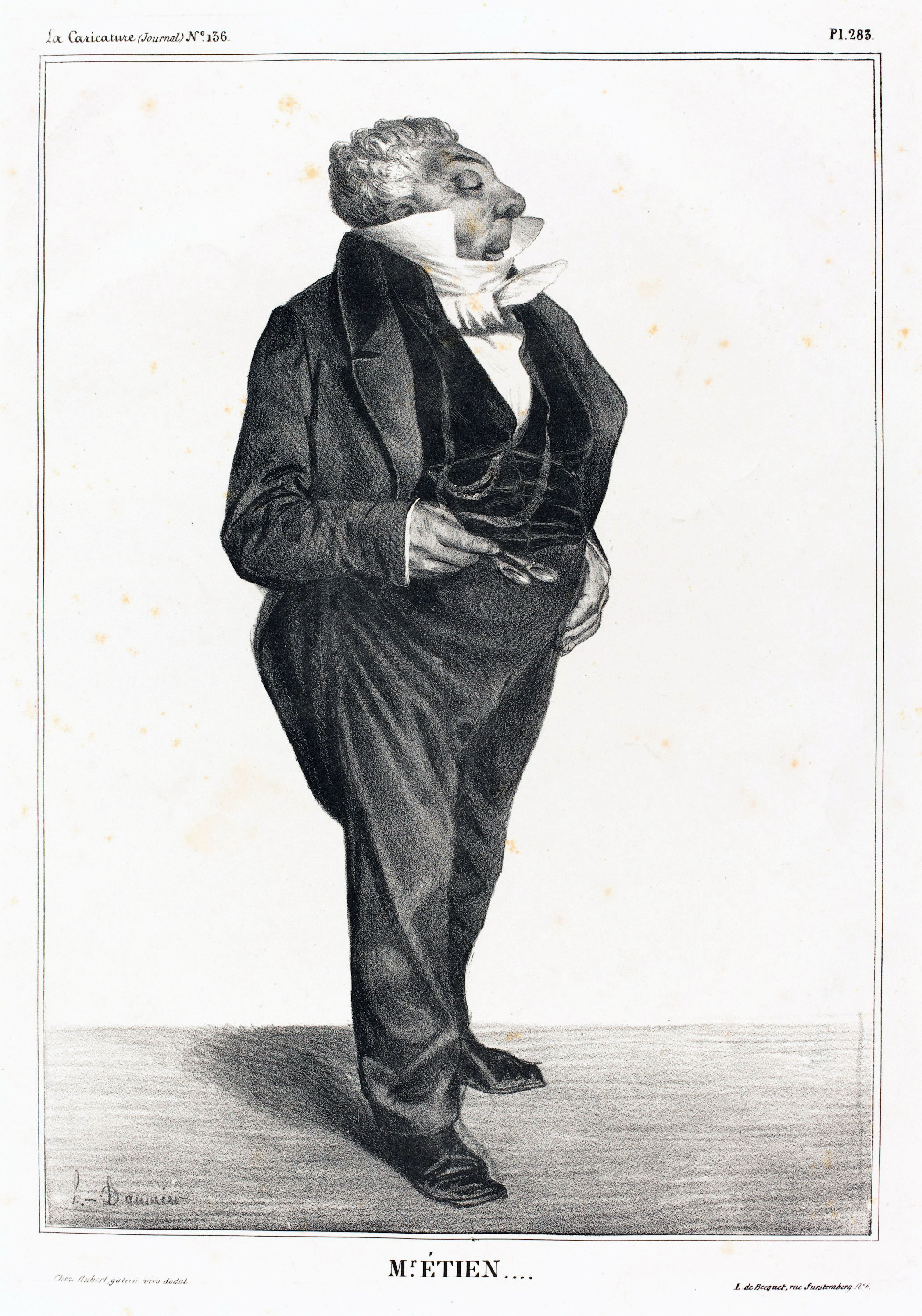
Caricatura de Charles-Guillaume Étienne por Honoré Daumier, 1833

Charles-Guillaume Étienne (Chamouilley, Haute Marne, 5 de enero de 1778 – París, 13 de marzo de 1845) fue un dramaturgo y escritor decimonónico francés.

## Biografía
Ocupó diversos cargos administrativos durante la Revolución y se instaló en 1796 en París, donde se ocupó en escribir para diversos periódicos. Pero pronto abandonó esta ocupación por el teatro, hacia donde le empujaba su verdadera vocación. Compuso junto a Antoine-Frédéric Gresnick su primera ópera, Le rêve ("El sueño"), en 1799, y se inició en la Comedia Francesa con una pieza picante, Brueys et Palaprat, que fue un éxito. En 1802 publicó una Historia del teatro francés en cinco volúmenes escrita al alimón con Alphonse Dieudonné Martainville (1779-1830), y luego se convirtió en secretario de Hugues-Bernard Maret, duque de Bassano, y acompañó a Napoleón en las campañas de Italia, Alemania, Austria y Polonia, sin dejar por ello de escribir para la escena. También en 1802 publicó algunas de sus mejores piezas dramáticas, como Les deux mères, Le pacha de Suresnes y La petite école des pres, en colaboración con su amigo Charles Gaugiran de Nanteuil (1778-1830). Fue nombrado (1810) Censor general de la policía y de las publicaciones y fue editor del Journal de l'Empire en sustitución de Joseph Fiévée.
El éxito de su comedia Les deux gendres, estrenada en 1810, le supuso ser elegido al año siguiente miembro de la Academia francesa; es considerada la mejor comedia de época imperial y no indigna de Molière. Sin embargo, fue muy controvertida porque su autor fue acusado de plagio de una pieza manuscrita de la Biblioteca Imperial, Conaxa, ou les gendres dupes, atribuida a un jesuita anónimo; esto dio lugar a gran número de panfletos. Él se defendió diciendo que el argumento era muy viejo (ya existía en los fabliaux medievales) y ya había sido tratado por Alexis Piron en su Les Fils ingrats ("Los hijos ingratos"). En parte esos ataques se debían a su alta posición como redactor jefe del oficial Journal de l'Empire, que le atraía muchas envidias y le causó muchos enemigos.
Pepe discurso de aceptación, pronunciado el 7 de noviembre de 1811, tuvo como objetivo demostrar la estrecha unión entre comedia e historia, hasta el punto, sostenía, de que "si desaparecieran los últimos siglos, bastarían sus comedias solas para reconstruir sus revoluciones sociales y morales". A continuación dio la escena francesa una comedia en cinco actos, L'intrigante ("La intrigante"), de 1812, tuvo éxito a pesar de haber sido prohibida tras once representaciones cuando el Emperador se escamó por algunos de sus versos; esto provocó una inmensa curiosidad, y los ejemplares impresos se cotizaron a precio de oro. En 1814, la Restauración borbónica levantó esta prohibición, pero el autor rehusó acogerse a esta medida de benevolencia. L'Oriflamme fue una pieza patriótica y siguió su obra maestra como poeta, Joconde (1814).
Proscrito en 1816 por Vincent-Marie Viénot de Vaublanc, conde de Vaublanc, entonces Ministro del interior, fue excluido de la Academia, en la cual será reelegido en 1829. 1829. En ese mismo año redactó la famosa Carta de los 221; duro rival de los románticos, votó en la Academia contra Víctor Hugo y recibió a Prosper Mérimée el 6 de febrero de 1845. Fue siete veces diputado del Mosa (en 1820, 1822, 1827, 1830, 1831, 1834, 1837). Y luego par de Francia desde el 7 de noviembre de 1839; terminó su carrera parlamentaria en Luxemburgo. Compartía los ideales de la revolución de 1830, pero las reformas llevadas a cabo realmente no cumplieron con sus expectativas y se fue retirando gradualmente de la vida pública. 
Tras abandonar su carrera política, continuó produciendo obras dramáticas y líricas, a menudo escritas en colaboración, especialmente con Charles Gaugiran de Nanteuil. Compuso muchas farsas, vodeviles, operetas, óperas y piezas espectaculares de gran boato escenográfico como Cenicienta y Gioconda. Igualmente fue dos veces presidente de la Sociedad de Autores y Compositores Dramáticos (de 1829 a 1831 y de 1843 a 1845) y fue nombrado oficial de la Legión de Honor. Alfred de Vigny refirió en su discurso de recepción en la Academia que la actriz Adrienne Lecouvreur le legó su biblioteca. La expresión proverbial «Jamás se es tan bien servido como por uno mismo» proviene de su pieza Bruis et Palaprat (1807). Está enterrado en el cementerio de Père-Lachaise (26.e division).

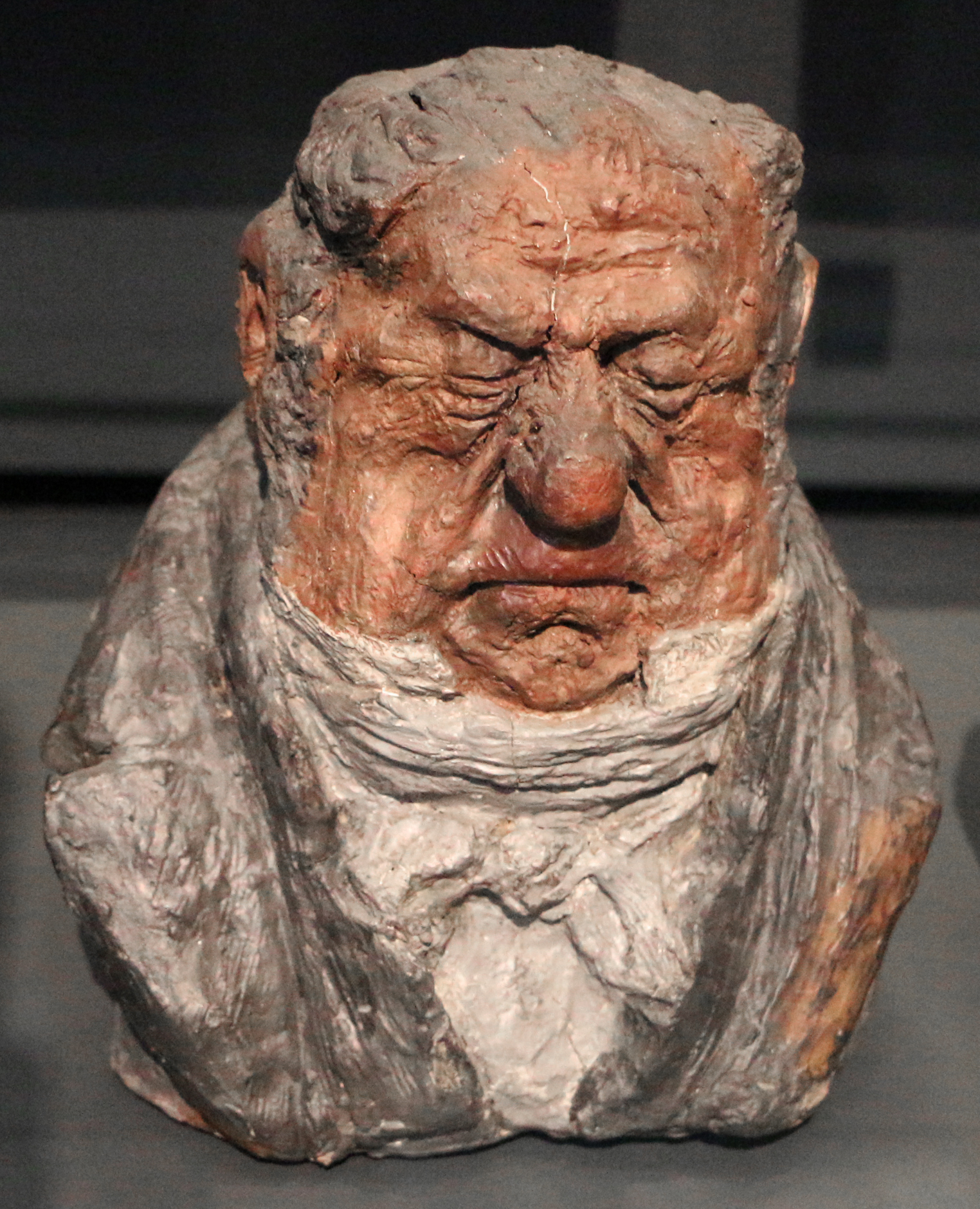
Caricatura por Honoré Daumier

## Obras
- 1846–1853: Œuvres (5 vols.)

### Teatro
- 1799: Le Rêve, ópera cómica en un acto y en prosa, canciones por el ciudadano Étienne, música por el ciudadano Gresnich, Paris, Opéra-Comique, 8 de pluvioso, año VII
- 1800: Rembrandt ou la Vente après décès, vodevil anecdótico en un acto, por los ciudadanos Étienne, Morel, Servière y Moras, Théâtre des Troubadours, 26 de fructidor, año VIII
- 1800: Le Chaudronnier, Homme d'État, comedia en tres actos y en porsa, Teatro del Ambigu-Comique, 1 de thermidor, año VIII
- 1800: La Lettre sans adresse, comedia en un acto y en prosa, con vodeviles… por los ciudadanos Étienne y Moras, Théâtre des Troubadours, 26 de vendimiario, año IX
- 1800: L'Apollon du Belvédere ou l'Oracle, folie-vaudeville impromptu en un acto por in 1 act, por Étienne, Moras y Gaugiran-Nanteuil, Théâtre des Troubadours, 29, 30 brumario, 1, 2 y 3 de frimario, año IX
- 1801: Pont-de-Veyle ou le Bonnet de docteur, comedia en vodevil en un acto, por los c. Gosse y Étienne, Théâtre des Variétés, 6 vendimiario, año X
- 1801: Désirée ou la Paix du village, alegoría en un acto, en vodeviles, por los c. Gaugiran-Nanteuil, Moras y Étienne, Théâtre Favart, 5 germinal año IX
- 1801: Le Grand Deuil, ópera bufa, canciones por los ciudadanos J.-B. Vial y C.-G. Étienne, música por el ciudadano H. Berton, Opéra-comique, 1 pluvioso, IX
- 1802: Le Pacha de Suresnes ou l'Amitié des femmes, comedia-anécdote en un acto y en prosa por los c. C.-G. Étienne y Gaugiran-Nanteuil, Théâtre Louvois, 11 del prairial X
- La Petite École des pères, comedia en un acto y prosa por C.-G. Étienne y Gaugiran-Nanteuil, Théâtre Louvois, 8 de nivoso del año XI
- 1803: Le Pauvre Riche ou la Séparation de biens, comedia en tres actos y prosa escrita en comandita con el señor Nanteuil, Théâtre Louvois, en vendimiario del año XII
- 1803: Les Maris en bonne fortune, comedia en tres actos, Théâtre Louvois, 9 germinal del año XI
- 1804: La Jeune Femme en colère, comedia en un acto y prosa, Théâtre de l'Impératrice, 28 vendimiario, XIII
- 1804: Isabelle de Portugal ou l'Héritage, comedia histórica en un acto y prosa, por los señores Étienne y Gaugiran-Nanteuil, Théâtre de l'Impératrice, 27 de noviembre
- 1804: Une heure de mariage, comedia en un acto y prosa con arietas, música por Nicolas Dalayrac, estrenada en la Opéra-Comique (théâtre Feydeau), 29 del ventoso del año XII (20 de marzo)
- 1805: Gulistan ou le Hulla de Samarcande, comedia en tres actos y prosa con arietas, con Poisson de La Chabeaussière, 8 de vendimiario del año XIV (30 de septiembre)
- 1806: Le Nouveau Réveil d'Épiménide, comedia episódica en un acto y prosa por Étienne y Gaugiran-Nanteuil, Théâtre de l'Impératrice, 5 de febrero
- 1807: Le Carnaval de Beaugency ou Mascarade sur mascarade, comedia en un acto y prosa por Étienne y Gaugiran-Nanteuil, Théâtre de l'Impératrice, 2 de febrero
- 1807: Bruis et Palaprat, comedia en un acto y verso, Théâtre-Français, 28 de noviembre
- 1808: Un jour à Paris ou la Leçon singulière, ópera cómica en tres actos, con música y canciones, por Étienne, y música de Nicolas Isouard, Opéra-comique, 24 de mayo
- 1810: Cendrillon, ópera feérica en 3 actos y prosa, canciones por Étienne, música por Nicolas Isouard, Opéra-comique, 22 de febrero
- 1810: Les Deux Gendres, comedia en cinco actos y verso, Théâtre-Français, 11 de agosto
- 1812: Le Chômeur naïf, comedia en un acto y prosa, Théâtre-Français, 12 de mayo.
- 1813: L'Intrigante ou l'École des familles, comedia en cinco actos y verso, Théâtre-Français, 6 de marzo
- 1814: L'Oriflamme, ópera en un acto, canciones por C.-G. Étienne y Baour-Lormian, música por Méhul, Paer, Breton y Kreutzer, Académie impériale de musique, 1 de febrero
- 1814: Joconde ou les Coureurs d'aventures, comedia en tres actos con canciones, por Étienne, música por Nicolo (Nicolas Isouard), Théâtre de l'opéra-comique, 28 de febrero
- 1814: Jeannot et Colin, comedia en tres actos con canciones, por Étienne, música por Nicolo, Théâtre de l'opéra-comique, 17 de octubre
- 1815: Racine et Cavois, comedia en tres actos y verso, Théâtre-Français, 26 de abril
- 1816: Le Rossignol, ópera cómica en un acto, canciones por C.-G. Étienne, música por Lebrun, Académie royale de musique, 23 de abril
- 1816: L'Une pour l'autre, ópera cómica en tres actos por Étienne, música por Nicolo, Opéra-comique, 11 de mayo
- 1818: Zéloïde ou les Fleurs enchantées, ópera en 2 actos, canciones por C.-G. Étienne, música por Lebrun, Académie royale de musique, 19 de enero
- 1821: Les Plaideurs sans procès, comedia en tres actos y verso, Théâtre-Français, 29 de octubre
- 1822: Aladin ou la Lampe merveilleuse, ópera feérica en 5 actos, Académie royale de musique, 6 de febrero (música por Nicolo y Benincori)
- 1825: Le Bénéficiaire, comedia en 5 actos y un vodevil, por los señores Théaulon y Étienne, Théâtre des Variétés, 26 de abril
- 1826: Le Chiffonnier ou le Philosophe nocturne, comedia en vodevil en 5 actos y un día, por los señores Théaulon y Étienne, Théâtre des Variétés, 6 de enero
- 1827: Une nuit de Gustave Wasa ou le Batelier suédois, ópera cómica en dos actos, canciones por J.-M.-C. Leber y C.-G. Étienne, Opéra-comique, 29 de septiembre
- 1830: Arwed ou les Représailles, episodio de la guerra de América, drama en 2 actos, con cuplés, por los señores Étienne, Varin y Desvergers, Théâtre du Vaudeville, 31 de marzo

### Otras obras
- 1802: Histoire du Théâtre français depuis le commencement de la Révolution jusqu'à la réunion générale por C. G. Étienne y Alphonse Martainville (2 vols.)
- 1820: Lettres sur Paris ou Correspondance pour servir à l'histoire de l'établissement du gouvernement représentatif en France (2 vols.)
- 1825: Mémoires de François Molé, precedida por una noticia sobre el actor por Étienne.